# Métro-Léger

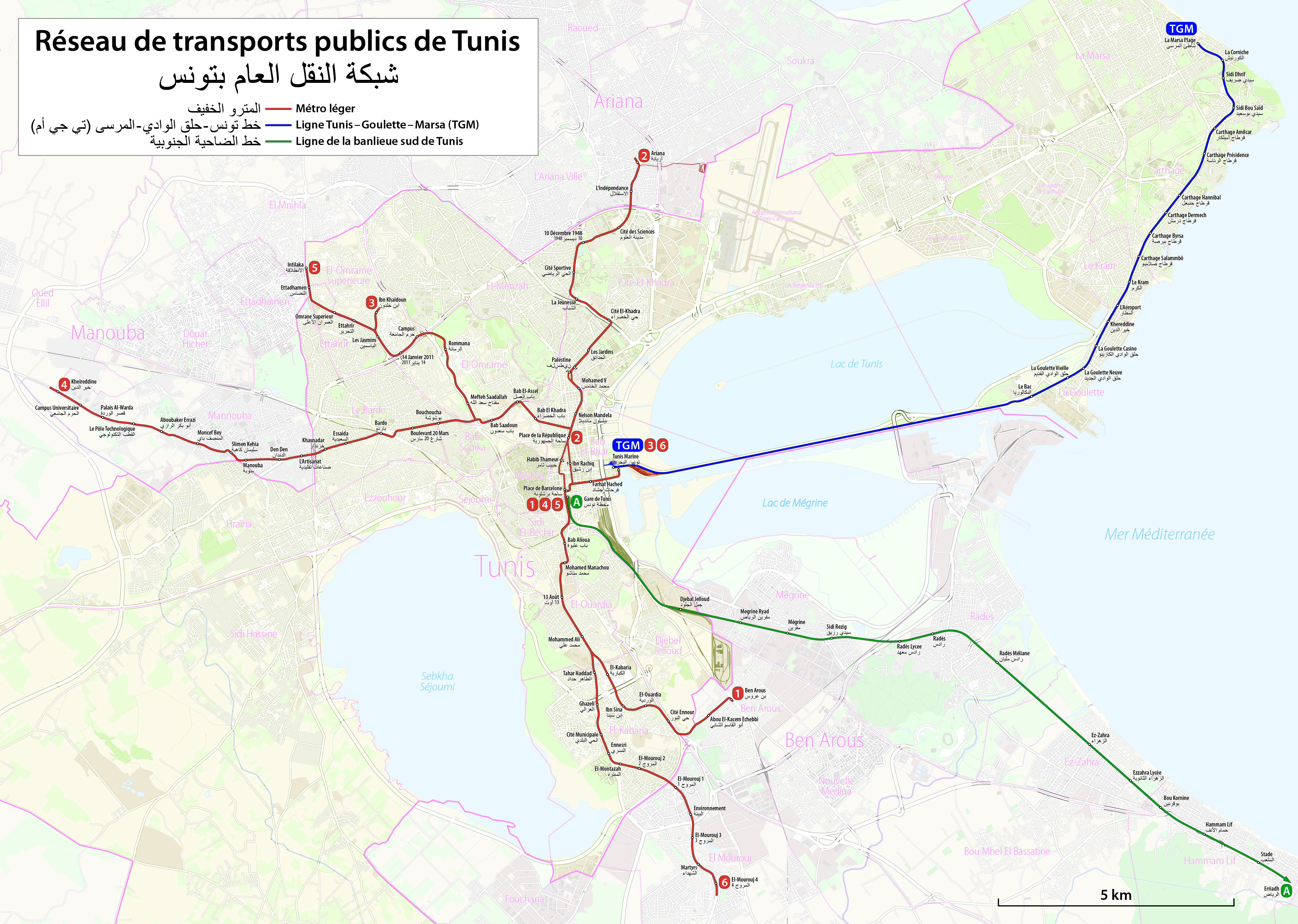
Schemat linii w 2019 roku

Métro-léger (arab.: المترو الخفيف المدينة تونس ,al-metrū al-khafīf al-madīna tūnis) – system komunikacji tramwajowej działający w Tunisie, stolicy Tunezji.
System został otwarty w 1985. Jest to jedyny nowoczesny system tramwajowy w Afryce. Sieć składa się z sześciu linii o łącznej długości 45 km. Rozkład szyn wynosi 1435mm, a zasilanie w sieci trakcyjnej wynosi 750V.